# 2014년 두산 베어스 시즌
2014년 두산 베어스 시즌은 두산 베어스가 KBO 리그에 참가한 16번째 시즌으로, OB 베어스 시절까지 합하면 33번째 시즌이다. 송일수 감독이 부임하였으나 시즌 종료 후 경질되었다. 홍성흔이 주장을 맡았으며, 팀은 양의지가 새끼손가락 부상으로 일찍 시즌을 접은 데다 주전 마무리투수 이용찬이 금지약물 복용 양성반응이 나와 징계를 받은 7월 10경기에서 불펜이 급격하게 무너진 탓인지 6위에 그쳐 3년 만에 포스트 시즌 진출에 실패했다.(59승 69패로 망신당한 성적이다.)

## 타이틀
- 인천 아시안 게임 금메달: 민병헌, 김현수, 오재원
- KBO 골든글러브: 양의지 (포수)
- 조아제약 프로야구대상 기량발전상: 민병헌
- 한은회 최고의 수비상: 정수빈
- 스포츠서울 올해의 성취상: 민병헌
- 한국갤럽 선정 가장 좋아하는 한국인 야구선수 10위: 김현수
- 국민체육진흥공단 선정 한국프로야구 역대 최고의 용병 Best 5: 우즈
- 올스타전 홈런레이스 우승: 김현수
- 올스타전 홈런레이스 최다 비거리상: 김현수
- 올스타 선발: 칸투 (1루수), 오재원 (2루수), 민병헌 (외야수), 김현수 (외야수)
- 올스타전 추천선수: 양의지, 김재호
- 컴투스프로야구 벤치클리어링 라인업: 마야 (중계투수)
- 출장(타자): 정수빈 (128)

### 퓨처스리그
- 퓨처스 올스타: 강동연, 장승현, 홍재용, 이성곤

## 선수단
- 선발투수: 니퍼트, 유희관, 마야, 이재우, 볼스테드, 노경은
- 구원투수: 오현택, 윤명준, 이현승, 함덕주, 정재훈, 장민익, 변시원, 김명성, 최병욱, 강동연, 임태훈, 김수완, 허준혁, 홍상삼, 김강률, 정대현
- 마무리투수: 이용찬, 이정호, 유창준
- 포수: 양의지, 최재훈, 김재환, 김응민
- 1루수: 칸투, 오재일, 오장훈
- 2루수: 오재원, 고영민, 양종민
- 유격수: 허경민, 김재호
- 3루수: 최주환, 김진형, 최영진, 이원석
- 좌익수: 김현수
- 중견수: 정수빈
- 우익수: 민병헌, 이성곤, 장민석, 박건우
- 지명타자: 홍성흔

## 여담
- 홈구장인 서울종합운동장 야구장의 좌석 수를 기존 27000석에서 25000석으로 축소했다.
- 2군 홈구장 이름을 이천 베어스 필드에서 베어스 파크로 변경했다.
- 유희관은 이 시즌 2013년 이후 KBO 리그에서 규정 이닝을 채운 투수 중 단일 시즌 스트라이크 존 내 투구 스윙 유도 비율이 가장 낮았다.
- 유희관은 이 시즌 2013년 이후 KBO 리그에서 규정 이닝을 채운 투수 중 단일 시즌 스트라이크 존 내 투구 콘택트 허용 비율이 가장 낮았다.
- 노경은은 사이영 포인트 -44.8로 KBO 리그 역대 단일 시즌 최저 기록을 세웠다.
- 노경은은 구단 사상 단일 시즌 최저 WAR(-1.50)을 기록했다.
- 김현수는 타자 주자 땅볼 시 3루 진루 성공률 5.9%로 2013년 이후 규정 타석 충족 타자 중 단일 시즌 최저 기록을 세웠다.
- 김동주는 이 시즌을 끝으로 은퇴하여 KBO 리그 역대 통산 3000타석 타자 중 통산 희생타가 가장 적은(2) 타자가 되었다. 또한 구단 사상 통산 최고 WAR(60.10) 기록을 세웠는데, OB 베어스 시절을 제외해도 구단 사상 1위다(58.01).
- 김동주는 KBO 리그 사상 월요일 경기 통산 최다 희생플라이(9)를 기록한 선수가 되었다.
- 함덕주는 이 시즌까지 통산 3연투 3회로 2013년 이후 KBO 리그 10대 투수 최다 기록을 세웠다.